# Napan
Napan ist ein Desa und der Hauptort des indonesischen Distrikts (Kecamatan) Nordbikomi (indonesisch Bikomi Utara) im Regierungsbezirk (Kabupaten) Nordzentraltimor (Timor Tengah Utara). Napan liegt in Westtimor, das zur Provinz Ost-Nusa-Tenggara gehört.
„Napan“ ist in der lokalen Sprache Uab Meto das Wort für „Schmetterling“.

## Geographie
Die Fläche des Desas beträgt 5,68 km², was 8,03 % der Distriktsfläche entspricht. Es liegt auf einer Meereshöhe von 497 m, Teile des Gebiets erreichen 590 m. Südlich befindet sich das Dorf Tes, im Südosten Sainoni und im Nordosten Banain B. Im Norden und Westen grenzt Napan an die osttimoresische Exklave Oe-Cusse Ambeno. Kefamenanu, der Hauptort des Regierungsbezirks, ist 23 Kilometer entfernt.
In Napan gibt es zwei Schlammvulkane, nahe der Grenze zu Oe-Cuse Ambeno.

## Einwohner
2017 hatte das Desa 1111 Einwohner (547 Männer und 564 Frauen), die in 266 Haushalten lebten. In dem Jahr gab es dort acht Geburten und vier Todesfälle. Von den Kleinkindern sind nur die Hälfte gut genährt. 13 % zeigen schwere Mangelerscheinungen. Alle Einwohner sind katholischen Glaubens.

## Geschichte
Während der letzten Gewaltwelle 1999 der indonesischen Besatzungsmacht in Osttimor, flohen viele Osttimoresen über die Grenze nach Westtimor. So auch 500 Osttimoresen, die ihr Flüchtlingslager in Napan aufschlugen. Im November 2000 kehrten sie nach Osttimor zurück, das nun unter der Übergangsverwaltung der Vereinten Nationen stand.

## Wirtschaft, Verkehr und öffentliche Einrichtungen
In Napan befindet sich das Puskesmas des Distrikts, wo ein Allgemeinarzt und ein Zahnarzt arbeiten, und die Kapelle Sankt Antonius von Padua. Außerdem gibt es hier eine nicht staatliche Grundschule und eine staatliche Mittelschule. Die nächste Oberschule befindet sich in Sainoni.
Von den 266 Haushalten befinden sich 160 in stabilen Häusern, 80 sind nur als Notunterkünfte deklariert. Alle Haushalte betreiben zum Unterhalt Landwirtschaft. 25 Kleinhändler gibt es in Napan. Den öffentlichen Nahverkehr betreiben sechs Kleinlaster, 16 Kleinbusse und 18 Motorradtaxis.
Bei Napan führt ein Grenzübergang in den osttimoresischen Ort Bobometo (Verwaltungsamt Oesilo). Der Markt in Napan wird auch für den grenzüberschreitenden Handel verwendet. Über die Grenze kommt es zu Schmuggel von Nahrungsmitteln und Treibstoff.